# Alphonse Fochier
Alphonse Fochier ou Louis-Alphonse Fochier (né le 12 septembre 1845 à Bourgoin en Isère - mort le 2 octobre 1903 à Lyon dans le Rhône) est un chirurgien français, membre du conseil municipal de Lyon. Il est l'inventeur de l'abcès de fixation.

## Biographie
Fils d'un avocat lyonnais, Louis Fochier, et d'Alexandrine Buisson, il passe sa thèse de médecine à Paris en 1870. Nommé par concours chirurgien en chef de l'Hôpital de la Charité de Lyon, il en est chef du service de chirurgie du 1er janvier 1872 au 1er janvier 1887. 
En 1881, il est agrégé à la Faculté de médecine et de pharmacie de Lyon, puis en novembre 1886, il devient professeur de clinique obstétricale à cette même faculté.
Le 1er janvier 1887, il est nommé membre du conseil d'administration des Hôpitaux de lyon.
Le 10 juin 1902, il est élu élu correspondant national pour la division de la pathologie chirurgicale à l'Académie nationale de médecine.
Élu conseiller municipal aux élections municipales partielles de 1882, il est réélu en 1892.
Il meurt brutalement d'une crise cardiaque lors d'une colère : il veut organiser une réunion dans le grand amphithéâtre de la faculté pour défendre Alfred Dreyfus mais le recteur la lui refuse.

## Œuvres

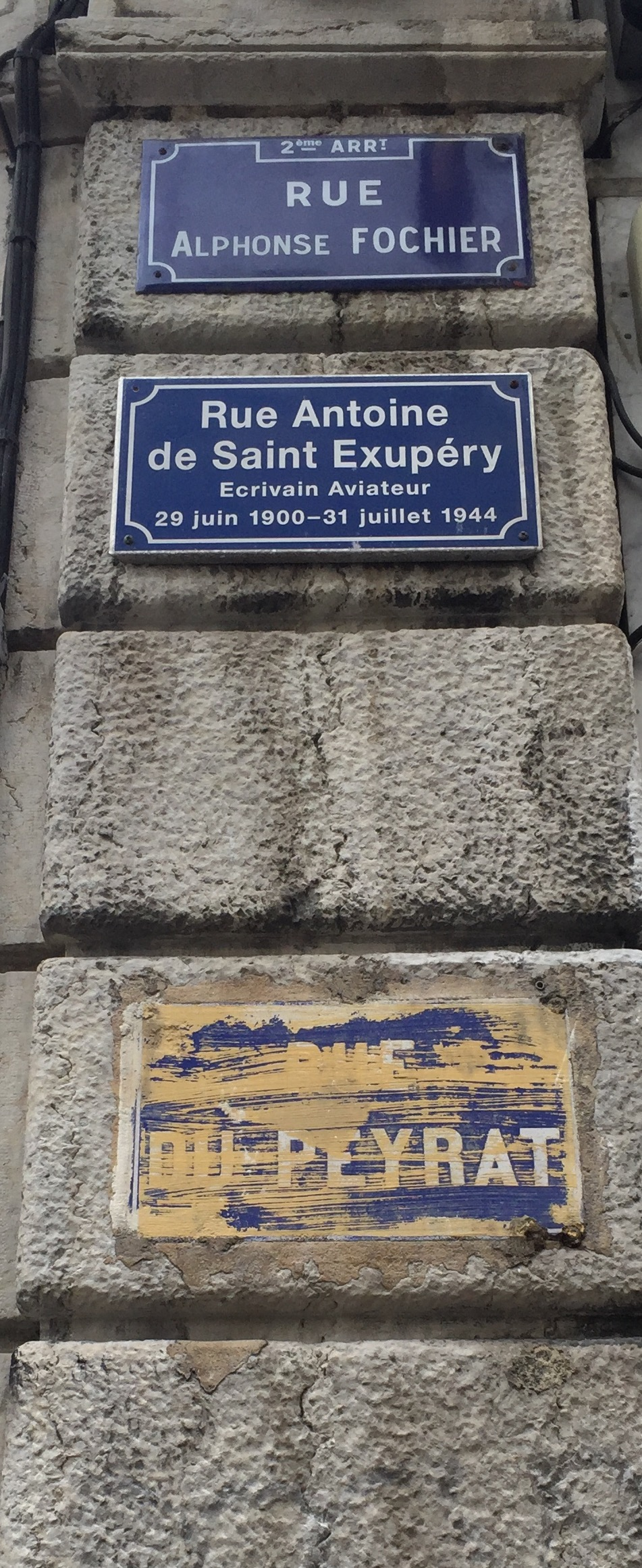
Rue de Lyon

- Notes sur la caduque, anatomie normale et pathologique, conséquences et déductions. Thèse de médecine. Paris : Imp. A. Parent, 1870.
- Thérapeutique des infections pyogènes généralisées. Lyon : Association typographique, 1891[5].
- Notes d'obstétrique I, Sur la force de traction dans les applications des forceps II, Un cas d'amputation utéro-ovarienne comme complément de l'opération césarienne, guérison. Lyon : Association typographique, 1879.
- De la Ponction capillaire de la vessie et spécialement des indications nouvelles qu'elle fait surgir et qu'elle remplit. Paris : A. Delahaye, 1875[6].

## Distinction
- Chevalier de la Légion d'honneur par décret du 31 décembre 1892[2].

## Hommage
- A Lyon, la rue Alphonse Fochier a été renommée Rue Antoine-de-Saint-Exupéry[7].